# Liste des présidents de la Fédération mondiale des sourds
Pour un article plus général, voir Fédération mondiale des sourds.

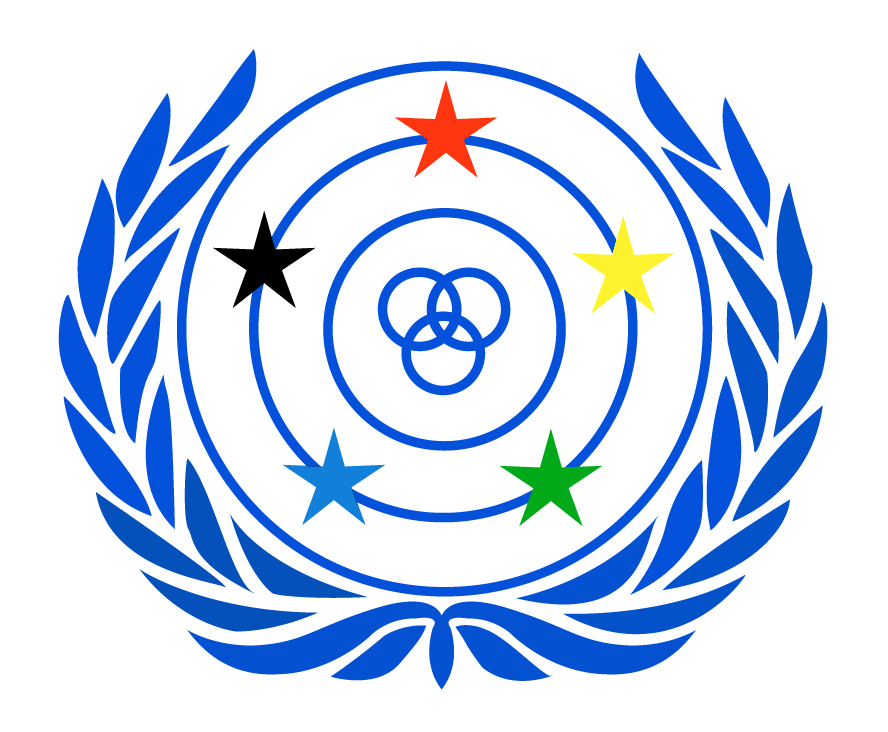
Logotype de la fédération.

Le tableau ci-dessous présente une liste des présidents de la Fédération mondiale des sourds depuis la création de l'organisation en septembre 1951 à Rome en Italie, du plus ancien au plus récent. 
Liisa Kauppinen est la première femme à exercer cette fonction de l'histoire de la fédération mondiale des sourds et la seule à recevoir le prix des droits de l'homme des Nations unies.
Depuis le 22 juillet 2019, le président de la Fédération mondiale des sourds est l'Américain Joseph J. Murray.

## Président (depuis 1951)
| Nom | Nom | Nom                         | Dates du mandat   | Dates du mandat    | Nationalité                  | Notes |
| --- | --- | --------------------------- | ----------------- | ------------------ | ---------------------------- | --- |
| 1   |     | Vittorio Ieralla 1903-1982  | 21 septembre 1951 | 25 août 1955       | Italie                       | Vie politicienne - Vice-Présidente de la Fédération mondiale des sourds: 1955- - Président de l'Ente nazionale sordi : 1950-1982 Prix/Diplôme - Diplôme d'honneur de l'Université Gallaudet en 1977 |
| 2   |     | Dragoljub Vukotić 1924-1993 | 25 août 1955      | 30 juin 1983       | Yougoslave                   | Vie politicienne - Président de la Fédération des Sourds et Malentendants de Yougoslavie (?-?) - 28 ans de mandat de Président de la fédération mondiale des sourds. Prix/Diplôme - Médaille d'honneur en bronze de Deaflympics en 1957 - Médaille d'honneur en or de Deaflympics en 1969 - Diplômes d'honneur de l'Université Gallaudet en 1969 - Prix Edward Miner Gallaudet Award par l'Université Gallaudet en 1975 |
| 3   |     | Yerker Andersson 1929-2016  | 30 juin 1983      | 1995               | Américain Suédois d'origine. | Vie politicienne - Vice-présidente de la Fédération Mondiale des Sourds : 1975-1983 Prix/Diplôme - Diplôme de l'Université Gallaudet - Prix Edward Miner Gallaudet Award par l'Université Gallaudet en 1986 - Diplômes d'honneur de l'Université Gallaudet en 1998 |
| 4   |     | Liisa Kauppinen 1939-       | 1995              | 2003               | Finlandaise                  | Vie politicienne - Présidente de l'Association finlandaise des Sourds: 1976-1987 et 1991-2006. - Vice-Présidente de la Fédération mondiale des sourds: 1983-1987 - Secrétaire générale de la Fédération mondiale des sourds: 1987-1995 Prix/Diplôme - Prix Edward Miner Gallaudet Award par l'Université Gallaudet en 1991 - Diplômes d'honneur de l'Université Gallaudet en 1998 - Présidente émérite de la Fédération mondiale des sourds depuis 2003 - Présidente d'honneur de la Fédération mondiale des sourds depuis 2011 - Prix des droits de l'homme des Nations unies en 2013 |
| 5   |     | Markku Jokinen 1959-        | 2003              | 17 juillet 2011    | Finlandais                   | - Actuellement le président de l'Union européenne des sourds depuis 2013 Vie politicienne - Vice-Présidente de l'Union européenne des sourds : 1998-2003 - Présidente de l'Association finlandaise des sourds : 2007 - Prix/Diplôme - Diplôme de l'Université Gallaudet |
| 6   |     | Colin Allen                 | 17 juillet 2011   | 22 juillet 2019    | Australien                   | Vie politicienne - Président de l'Association australienne des gays et lesbiens sourds : 1986 - 1990 - Président de l'Association des Sourds (d'Australie) : 1987 - 1994 puis 1996 - 1999 - Membre du Conseil de la Fédération Mondiale des Sourds : 2003-2011 - 1er vice-président de l'Alliance internationale des personnes handicapées : 2013 - |
| 7   |     | Joseph J. Murray            | 22 juillet 2019   | En cours de mandat | Américain                    | Vie politicienne - Vice-Président de la Fédération mondiale des sourds : 2015-2019 |

## Records
- Le mandat le plus long : Dragoljub Vukotić pendant 28 ans
- Le mandat le plus court : Vittorio Ieralla pendant quatre ans
- Le plus de mandats : Dragoljub Vukotić sept mandats